# Руди Сарзо
Руди Сарзо (Сарсо, англ. Rudy Sarzo; настоящее имя Родольфо Максимилиано Сарсо Лавьеилье Гранде Руис Паирет и Чаумонт, исп. Rodolfo Maximiliano Sarzo Lavieille Grande Ruiz Payret y Chaumont; 18 ноября 1950, Гавана, Куба) — американский бас-гитарист кубинского происхождения. Основной басист группы Quiet Riot, известен своим сотрудничеством с Оззи Осборном, Dio, Тони Макалпином, Ингви Мальмстином, Элисом Купером, участием в группах Whitesnake, Blue Öyster Cult.

## Карьера
Руди Сарзо родился на Кубе, в 1961 году эмигрировал в США.
На большой сцене Руди Сарзо появился в 1978 году в составе Quiet Riot, и успел отметиться в альбоме Quiet Riot II на обложке диска, как участник группы, хотя все басовые партии были записаны предыдущим басистом.
После того, как из группы Оззи Осборна в 1981 году ушёл басист Боб Дейсли (из-за известного конфликта, связанного с авторством на ряд песен в альбоме Diary of a Madman) друг и коллега по Quiet Riot Рэнди Роадс порекомедовал Осборну взять Сарзо. Опять повторилась аналогичная история: несмотря на то, что на обложке диска Diary of a Madman в качестве участника назван Руди, все партии были записаны ещё Бобом Дейсли. Ещё до знакомства с Оззи Осборном Сарзо был большим его поклонником.
Но записать студийный диск с Рэнди Роадсом Руди так и не удалось: в марте 1982 года тот трагически погиб.
Впервые Руди Сарзо можно услышать в концертном альбоме Осборна Speak of the Devil (1982), который был записан в Ритце, в Нью-Йорке. В альбоме Руди продемонстрировал весьма вдумчивую, тонкую игру.
В сентябре 1982 года Руди Сарзо покинул Оззи для восстановления Quiet Riot. С этой группой он записал, в частности, альбом Metal Health, первый металллический релиз, который смог достичь номера 1 в Биллборд 200. В 1983 году Руди Сарзо был признан лучшим басистом по версии Circus Magazine.
В 1985 году Руди покинул Quiet Riot, а в апреле 1987 года присоединился к Whitesnake. Тогда же были сняты клипы, где Сарзо выступал вместе с группой на сцене под фонограмму, записанную с предыдущим басистом Нилом Марреем. В период между этими группами, Руди Сарзо был занят в проекте Тони Макалпина M.A.R.S.. В Whitesnake Руди был занят до 1991 года, когда Ковердэйл распустил группу, после чего до 2004 года официально не состоял ни в какой группе, записывался в различных трибьютах, работал сессионным музыкантом.
В 2004 году Руди Сарзо играл в американском туре Rising Force Ингви Мальмстина, и в том же году начал работать с Дио, до конца 2006 года. Сейчас Руди Сарзо работает с Blue Öyster Cult.
С 2021 года вновь вошёл состав группы Quiet Riot.
Руди Сарзо выпустил несколько пособий для игры на бас-гитаре, а также известен как писатель, написавший книгу Off The Rails, о времени, проведённом в группе Оззи Осборна. В основном, книга посвящена Рэнди Роадсу. Кроме того, Руди — компьютерный аниматор и в свободное от туров и записей время, является 3D-техническим директором и сопродюсером фирмы Ocean Visual FX в Калифорнии. Руди Сарзо женат с 1984 года, детей не имеет.

## Дискография
c Quiet Riot
- Metal Health (1983)
- Condition Critical (1984)
- Alive and Well (1999)
- Guilty Pleasures (2001)
- Greatest Hits
- The Randy Rhoads Years
- Collection-Import
- Super Hits
- Take Two- Accept and Quiet Riot
- Winners Take All
- Metal Heavy Hits (с различными артистами)
- 1983-90-Glam Metal Noize
- Bang Thy Head (видео)
- Live in the 21st Century (DVD)

c Оззи Осборном
- Speak of the Devil (1982)
- Tribute (1987)
- The Essential Ozzy Osbourne
- The Ozzman Cometh
- Don’t Blame Me DVD

c Whitesnake
- Slip Of The Tongue (1989)
- Whitesnake's Greatest Hits (1994)
- Best of Whitesnake-Millennium
- Whitesnake Trilogy (видео)

c Manic Eden
- Manic Eden (1994)

c Dio
- Holy Diver — Live (2006)

С другими артистами, трибьюты
- M.A.R.S. — Project Driver
- Sam Kinison — Wild Thing
- Sam Kinison — Under My Thumb
- Alice Cooper — Got a Line on You/Iron Eagle II
- Dudes of Wrath — Shocker Soundtrack
- Thunderbolt — AC/DC Tribute
- Humanary Stew — Alice Cooper Tribute
- Tribute to Aerosmith — Aerosmith Tribute

## Интересные факты
- Руди Сарзо — кубинец по национальности. Английский является его вторым языком.
- Руди Сарзо предпочитает использовать струны Dean Markley